# Francisco Aguiar Ottolini
Francisco de Paula de Aguiar Ottolini (Lisboa (Santos), 24 de janeiro de 1796 — Lisboa (Campolide), 16 de maio de 1855) foi um magistrado e político, que, entre outras funções de relevo, foi juiz do Tribunal da Relação de Lisboa, deputado às Cortes, par do reino e Ministro e Secretário de Estado dos Negócios da Marinha e Ultramar do 10.º governo da Monarquia Constitucional, em funções de 25 de setembro a 26 de novembro de 1839.

## Biografia
Nasceu na freguesia de Santos da cidade de Lisboa, filho de Bartolomeo Matias Ottolini e de sua esposa Francisca Rita da Silva Aguiar.